# Жигалов Сергій Олександрович
Сергій Олександрович Жигалов (нар. 6 січня 1983, Українська РСР) — український футболіст, нападник.

## Життєпис
Вихованець запорізького «Торпедо», перший тренер — В'ячеслав Тропін. 5 серпня 1998 року розпочав дорослу футбольну кар'єру в клубі «Віктор» (Запоріжжя). З 2000 року захищав кольори запорізького «Металурга», але грав виключно за другу команду клубу. У 2000 році протягом двох місяців виступав за фарм-клуб «СДЮШОР-Металург». Потім отримав важку травму бокової зв'язки, переніс операцію та тривалий період реабілітації. Проте вже незабаром після одужання отримав травму другого коліна, через що фактично змушений був розпочинати кар'єру з аматорських клубів. Захищав кольори запорізьких «ЗАлКу» та «Мотор-Січі», «Ілліча-Осипенко», «Мир» (Горностаївка), «Енергія» (Нова Каховка), «Електрометалург-НЗФ», «Чорноморець» (Ялта) та «Нікополь-Дніпряни» (Нікополь).
Завдяки спільним знайомим у футбольних колах України отримав можливість поїхати до Литви. На початку 2011 року відправився на зимові збори клубу литовської А-Ліги «Мажейкяй», за результатами якого підписав з клубом контракт. Влітку 2011 року перейшов до «Судуви». У лютому 2012 року приєднався до клубу «Круоя». Під час зимової перерви сезону 2012/13 років повернувся до України, де 8 лютого 2013 року підписав контракт з армянським «Титаном». По завершенні сезону 2013/14 років клуб було розформовано, а Жигалов залишився в окупованому росіянами Криму. Виступав за місцеві фейкові клуби «Чорноморець» (Ялта) та «Ялта». Потім повернувся в Україну, де захищав кольори аматорських клубів «Вектор» (Богатирівка) та «Колос» (Зачепилівка). У сезоні 2015/16 року знову виступав в окупованому Криму за ялтинський «Чорноморець». З 2016 року захищав кольори аматорського клубу «Таврія-Скіф».